# Le Nouveau (film, 2002)
Ne doit pas être confondu avec Le Nouveau (film, 2015).
Pour plus de détails, voir Fiche technique et Distribution.
Le Nouveau (The New Guy) est un film américain réalisé par Ed Decter, sorti en 2002.

## Synopsis
Dizzy Gillespie Harrison est le souffre-douleur de son lycée, il est impopulaire et fait l'objet de moqueries et de bizutages quotidiens. Grâce à l'aide de Luther, taulard et lui-même ex-loser, il décide un jour de changer son sort en se faisant expulser de son école pour intégrer un nouvel établissement en se forgeant un nouveau style et une nouvelle histoire : il s'y fait appeler le Nouveau. Il y obtient ce qui lui manquait : des filles et une popularité. Mais son passé qui ressurgit le pousse à s'interroger sur qui il est vraiment.
Cette comédie est un teen-movie classique à l'humour potache, dont l'atmosphère légère est portée par une bande originale d'inspiration funk.

## Fiche technique
- Titre français : Le Nouveau
- Titre original : The New Guy
- Réalisation : Ed Decter
- Scénario : David Kendall
- Photographie : Michael D. O'Shea
- Son : Jason Brennan
- Montage : David Rennie
- Direction artistique : Michael Atwell
- Décors : Suzette Sheets
- Costumes : Susie DeSanto
- Musique : Ralph Sall
- Production : Todd Garner, Gordon Gray, Mark Ciardi
- Production exécutive : Ed Decter, Michael Fottrell, Greg Silverman, John J. Strauss
- Société(s) de production : Revolution Studios
- Budget : 13 000 000 $[1]
- Pays d'origine :  États-Unis
- Société(s) de distribution :  Columbia TriStar Films
- Format : Couleurs (Technicolor) - 35 mm - 1,85:1 (Vistavision) -  Son Dolby numérique
- Genre : Comédie
- Durée : 89 minutes
- Dates de sortie :
  -  États-Unis : 7 mai 2002
  -  France : 31 juillet 2002

## Distribution
- DJ Qualls (VF : Alexis Tomassian) : Dizzy Gillespie Harrison / Gil Harris
- Lyle Lovett (VF: Dominique Collignon-Maurin) : Bear Harrison
- Eddie Griffin (VF: Lucien Jean-Baptiste) : Luther
- Eliza Dushku (VF: Élodie Ben) : Danielle
- Illeana Douglas (VF: Michèle Brûlé) : Kiki Pierce
- Zooey Deschanel (VF: Alexandra Garijo) : Nora
- Parry Shen (VF : Philippe Bozo) : Glen
- Ameer Harris (VF : Jean-Paul Pitolin) : Barclay
- Ross Patterson (VF : Adrien Antoine) : Conner
- Kurt Fuller (VF : Bertrand Arnaud) : M. Undine
- Avery Waddell (VF : Bob Yangasa) : Pete
- Sunny Mabrey (VF : Laura Blanc) : Courtney
- Lauara Clifton (VF : Émilie Rault) : Emily
- Valente Rodriguez (en) (VF : Diego Asencio) : Ramone
- Jerod Mixon (VF : Emmanuel Garijo) : Kirk
- Justine Johnston (VF : Thamila Mesbah) : Mme Johnston
- M. C. Gainey (VF : Gérard Berner) : Clem
- Conrad Good (VF : Pascal Casanova) : Billy Rae
- Geoffrey Lewis (VF : Thierry Murzeau) : le principal Zaylor
- Jermaine D. Mauldin (VF : Fabrice Nemo) : Jerry
- Kyle Gass (VF : Hervé Caradec) : M. Luberoff
- Henry Rollins : Warden
- Julius Carry (VF : Said Amadis) : Coach
- Jermaine Dupri (VF : Frantz Confiac) : le gardien de prison
- Tommy Lee (VF : Guillaume Orsat) : lui-même
- David Hasselhoff (VF : Yves-Marie Maurin) : lui-même
- Tony Hawk : lui-même
- Vanilla Ice : lui-même
- Jerry O'Connell : lui-même
- Charlie O'Connell : lui-même

Source et légende : Version française (VF) sur Voxofilm